# Kościół św. Leonarda w Słupcy
Kościół pod wezwaniem św. Leonarda w Słupcy został wzniesiony w XVI wieku. Początkowo był drewniany. Jednorodny budynek konstrukcji posiada dachy kryte gontem. Dwie symetryczne kaplice, dobudowane prawdopodobnie w 1730, tworzą rzut krzyża. Od zachodu przylega do nawy czworoboczna wieża z 1765. Ściany nawy, prezbiterium i stropy pokrywa polichromia z I poł. XVIII wieku. W środku znajduje się późnorenesansowy ołtarz z płaskorzeźbą Wniebowzięcia Matki Boskiej i rzeźbami świętych: św. Leonarda i Jana Chrzciciela. Pochodzi on z początku XVII wieku. Jego skrzydła i nasada ze zwojami akantu datowana jest na początek XVIII w. W kaplicy północnej w ołtarzu z początku XVIII w. znajduje się cenny obraz gotycki św. Leonarda z około 1460. W drugiej kaplicy, w ołtarzu z połowy XVIII umieszczony jest krucyfiks gotycki z 1500 i kropielnica kamienna z 1521.
Kościół jest siedzibą parafii pod tym samym wezwaniem, należącej do Dekanatu słupeckiego.

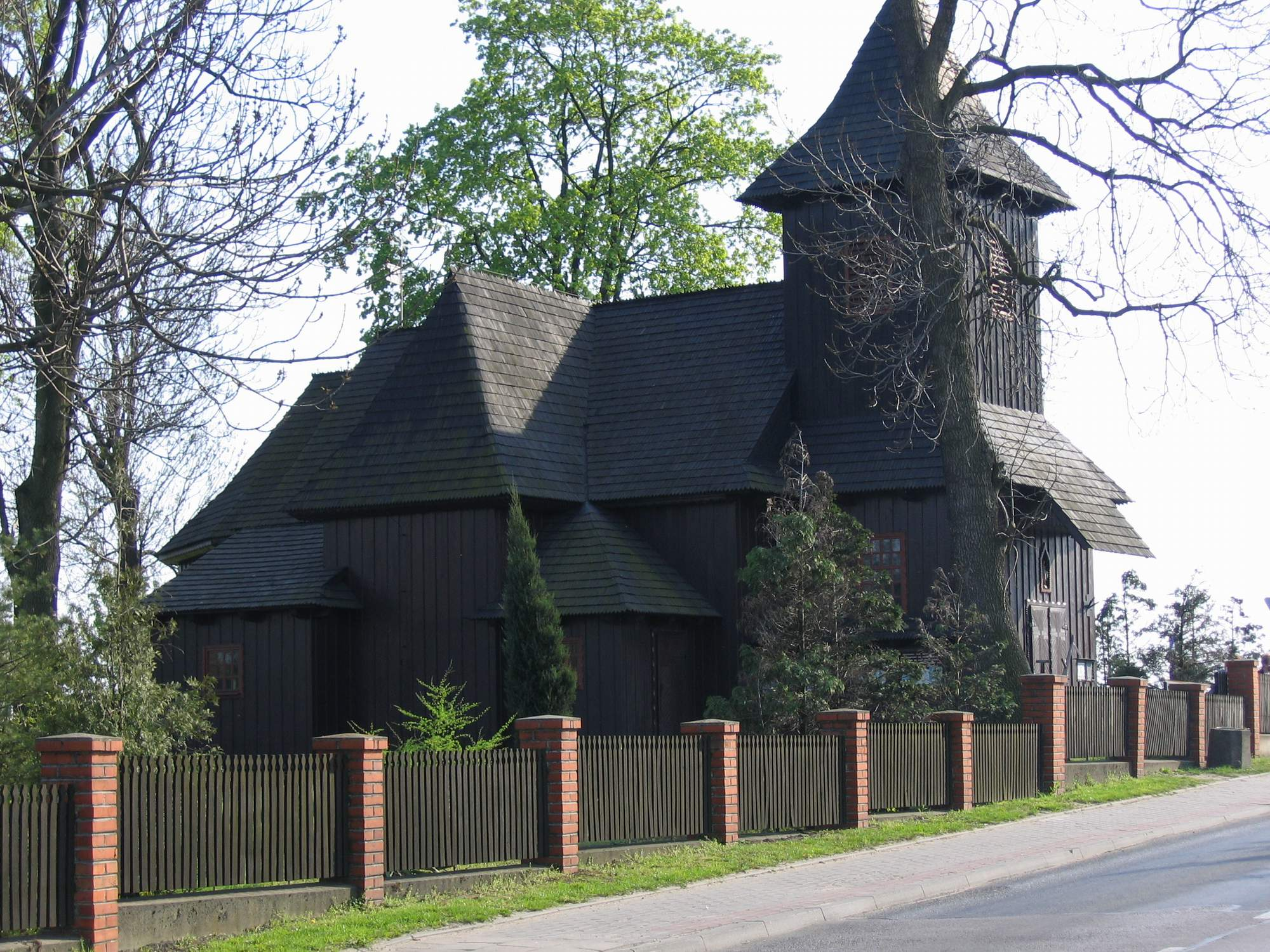
Kościół pw. św. Leonarda w Słupcy